# Josef Anton Kirchebner

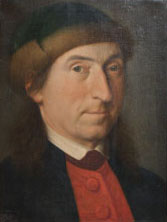
Selbstbildnis (1812)

Josef Anton Kirchebner (* 25. Februar 1757 in Götzens; † 12. Jänner 1839 in Birgitz) war ein österreichischer Maler.

## Leben
Der jüngere Sohn des Malers Anton Kirchebner lernte zunächst bei seinem Vater und wurde dann wie sein Bruder Franz Xaver in Wien weiter ausgebildet. Anschließend war er als Fresko- und Tafelmaler in Birgitz tätig und wurde insbesondere für seine Porträts bekannt. Fresken malte er oft zusammen mit seinem Bruder Franz Xaver. Am 24. Jänner 1780 heiratete er in Axams Anna Hofer, sein Sohn Felix (1785–1840) war als Maler in Innsbruck tätig.

## Werke

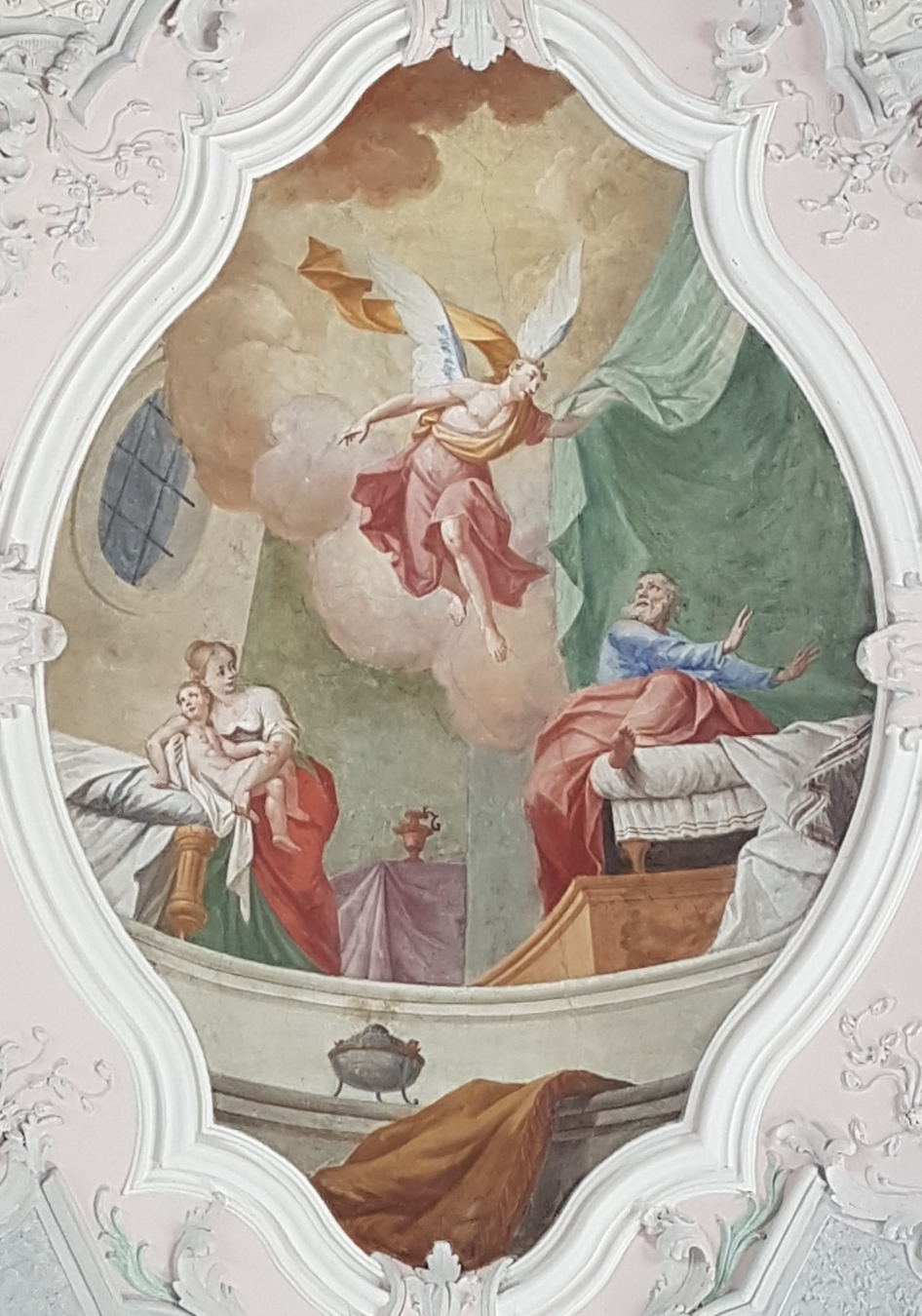
Deckenfresko Hochzeit des Mose mit Zippora, Pfarrkirche Sistrans (1786/87)

- Deckenmalereien, Pfarrkirche Inzing, 1779 (mit Anton und Franz Xaver Kirchebner)[1]
- Deckenfresken, Pfarrkirche Sistrans, 1786/87[2]
- Wand- und Deckenfresken, Pfarrkirche Vill, 1791 (mit Franz Xaver Kirchebner)[3]
- Fresken im Langhaus, Pfarrkirche St. Ulrich in Gröden, 1795/96 (mit Franz Xaver Kirchebner)[4]
- Fresken, Blasiuskirche Völs, 1824 (mit Felix Kirchebner)[5]
- Deckenfresken, Pfarrkirche Birgitz, 1825[6]